# ベラルースカヤ駅 (ザモスクヴォレーツカヤ線)
座標: 北緯55度46分36秒 東経37度35分01秒 / 北緯55.7767度 東経37.5835度
ベラルースカヤ駅（ベラルースカヤえき、ロシア語: Белорусская）は、モスクワ地下鉄2号線の駅。ロシア鉄道のベラルースキー駅（ベラルーシ行き列車の発着駅）と接続している。
5号線のベラルースカヤ駅ともつながっている。

## 駅の場所
駅の正面口はベラルースカヤ広場の南西にある。

## 歴史
1938年9月11日に2号線の最初の区間の一部として完成した。

## 乗り換え
- ベラルースカヤ駅（モスクワ地下鉄5号線）
- ベラルースキー駅（鉄道駅）